# Skysurf

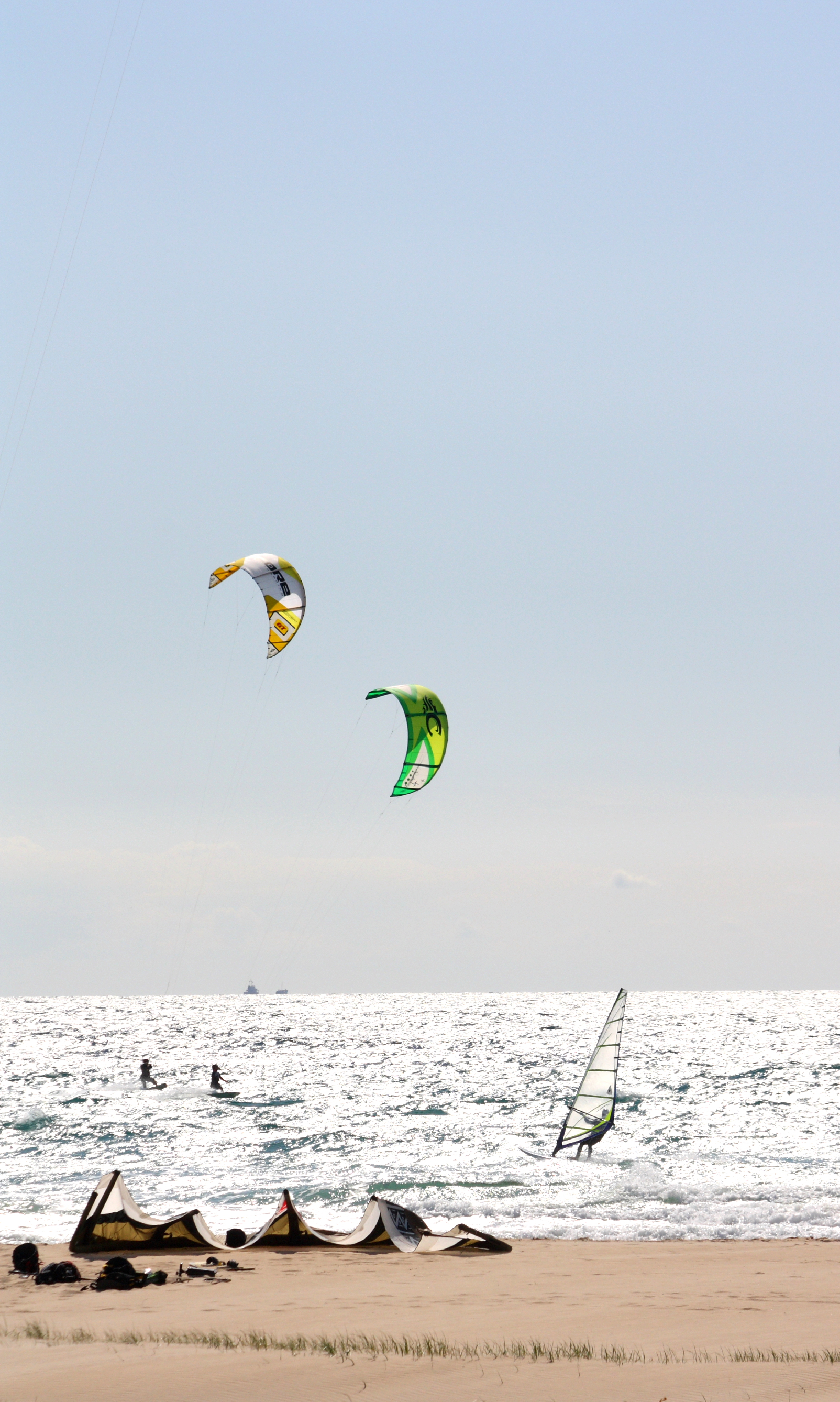

Skysurf é uma modalidade do páraquedismo que utiliza uma prancha em queda-livre, a grande altura, para realizar curvas, loopings e acrobacias radicais. Esse esporte só pode ser praticado por desportistas experientes.
Como o próprio nome já diz, o paraquedista torna-se um surfista dos céus e realiza manobras arrojadas com sua prancha, presa aos pés. Por isso mesmo, é uma modalidade arriscada e só é praticada por atletas muito experientes. De acordo com as normas de segurança da Confederação Brasileira de Paraquedismo (CBPq), somente paraquedistas com mais de 500 saltos podem começar a praticar skysurf. As competições de skysurf acontecem a quase 10 anos e assim que a modalidade surgiu, rapidamente ocupou espaço na mídia mundial.
Devido à complexidade e aos riscos de saltos com prancha, são poucas as pessoas que praticam o skysurf.
O Skysurf é uma modalidade disputada por equipes, constituída por 2 atletas, o skysurf e um câmera (cameraflyer). O câmera grava a performance do skysurfer numa câmera de vídeo montada no capacete, mas também contribui com a sua performance artística e com a sua habilidade de voo, computando pontos individuais e influenciando na pontuação da equipe.
O Francês Patrick de Gayard on é considerado o pai do skysurf e junto com o cameraflyer brasileiro Guilherme Pádua, foi campeão mundial de skysurf em 96.
O Brasil possui pouquíssimos skysurfers.
1. ↑  «Skysurfing the Sport». www.topendsports.com (em inglês). Consultado em 19 de agosto de 2017